# Akademické mistrovství světa v orientačním běhu 1992
8. Akademické mistrovství světa v orientačním běhu proběhlo ve Spojeném království ve dnech 26. až 31. července 1992. Centrem závodů AMS byl Aberdeen.
Závodů se zúčastnilo celkem 163 závodníků (89 mužů a 74 žen) z 22 zemí.

## Program závodů
Program mistrovství světa:
| Den          | Závod       | Centrum závodu |
| ------------ | ----------- | -------------- |
| 28. července | jednotlivci |                |
| 31. července | štafety     |                |

## Závod jednotlivců (Individual)
| Zkrácené výsledky                                                                                                  | Zkrácené výsledky                                                                                                  | Zkrácené výsledky                                                                                                  | Zkrácené výsledky                                                                                                  | Zkrácené výsledky                                                           | Zkrácené výsledky                                                           | Zkrácené výsledky                                                           | Zkrácené výsledky                                                           |
| Muži | Muži | Muži | Muži | Ženy                                                                        | Ženy                                                                        | Ženy                                                                        | Ženy                                                                        |
| --- | --- | --- | --- | --------------------------------------------------------------------------- | --------------------------------------------------------------------------- | --------------------------------------------------------------------------- | --------------------------------------------------------------------------- |
| - Traťové parametry: 12,5 km, 525 m převýšení, 22 kontrol. - Mapa: Glen Tanar, 1 : 15 000, E = 5 m. - 89 závodníků | - Traťové parametry: 12,5 km, 525 m převýšení, 22 kontrol. - Mapa: Glen Tanar, 1 : 15 000, E = 5 m. - 89 závodníků | - Traťové parametry: 12,5 km, 525 m převýšení, 22 kontrol. - Mapa: Glen Tanar, 1 : 15 000, E = 5 m. - 89 závodníků | - Traťové parametry: 12,5 km, 525 m převýšení, 22 kontrol. - Mapa: Glen Tanar, 1 : 15 000, E = 5 m. - 89 závodníků | - Traťové parametry: - Mapa: Glen Tanar, 1 : 15 000, E = 5 m. - 74 závodnic | - Traťové parametry: - Mapa: Glen Tanar, 1 : 15 000, E = 5 m. - 74 závodnic | - Traťové parametry: - Mapa: Glen Tanar, 1 : 15 000, E = 5 m. - 74 závodnic | - Traťové parametry: - Mapa: Glen Tanar, 1 : 15 000, E = 5 m. - 74 závodnic |
| Umístění | Jméno | Čas | Ztráta | Umístění                                                                    | Jméno                                                                       | Čas                                                                         | Ztráta                                                                      |
| Zlatá medaile | Jouni Kahelin | 1:23:53 | | Zlatá medaile                                                               | Marcela Kubatková                                                           | 1:07:17                                                                     |                                                                             |
| Stříbrná medaile                                                                                                   | Stephen Palmer | 1:25:46 | +1:53 | Stříbrná medaile                                                            | Eija Koskivaara                                                             | 1:09:06                                                                     | +1:49                                                                       |
| Bronzová medaile                                                                                                   | Kenneth Cederberg                                                                                                  | 1:26:52 | +2:59 | Bronzová medaile                                                            | Jana Cieslarová                                                             | 1:09:37                                                                     | +2:20                                                                       |
| 4 | Janne Salmi | 1:28:16 | +4:23 | 4                                                                           | Brigitte Wolf                                                               | 1:10:15                                                                     | +2:58                                                                       |
| 5 | Sergei Sibilev | 1:28:51 | +4:58 | 5                                                                           | Reeta-Mari Kolkkala                                                         | 1:11:14                                                                     | +3:57                                                                       |
| 6 | Alistair Landels                                                                                                   | 1:29:16 | +5:23 | 6                                                                           | Sabrina Meister-Fesseler                                                    | 1:14:40                                                                     | +7:23                                                                       |

## Závod štafet (Relay)
| Zkrácené výsledky                                                           | Zkrácené výsledky                                                                | Zkrácené výsledky                                                           | Zkrácené výsledky                                                           | Zkrácené výsledky                                                           | Zkrácené výsledky                                                              | Zkrácené výsledky                                                           | Zkrácené výsledky                                                           |
| Muži                                                                        | Muži                                                                             | Muži                                                                        | Muži                                                                        | Ženy                                                                        | Ženy                                                                           | Ženy                                                                        | Ženy                                                                        |
| --------------------------------------------------------------------------- | -------------------------------------------------------------------------------- | --------------------------------------------------------------------------- | --------------------------------------------------------------------------- | --------------------------------------------------------------------------- | ------------------------------------------------------------------------------ | --------------------------------------------------------------------------- | --------------------------------------------------------------------------- |
| - Traťové parametry: - Mapa: Sluive Woods, 1 : 15 000, E = 5 m. - 16 štafet | - Traťové parametry: - Mapa: Sluive Woods, 1 : 15 000, E = 5 m. - 16 štafet      | - Traťové parametry: - Mapa: Sluive Woods, 1 : 15 000, E = 5 m. - 16 štafet | - Traťové parametry: - Mapa: Sluive Woods, 1 : 15 000, E = 5 m. - 16 štafet | - Traťové parametry: - Mapa: Sluive Woods, 1 : 15 000, E = 5 m. - 13 štafet | - Traťové parametry: - Mapa: Sluive Woods, 1 : 15 000, E = 5 m. - 13 štafet    | - Traťové parametry: - Mapa: Sluive Woods, 1 : 15 000, E = 5 m. - 13 štafet | - Traťové parametry: - Mapa: Sluive Woods, 1 : 15 000, E = 5 m. - 13 štafet |
| Umístění                                                                    | Jméno                                                                            | Čas                                                                         | Ztráta                                                                      | Umístění                                                                    | Jméno                                                                          | Čas                                                                         | Ztráta                                                                      |
| Zlatá medaile                                                               | Finsko Michael Bostrom Janne Salmi Jouni Kahelin Kenneth Cederberg               | 3:55:55                                                                     |                                                                             | Zlatá medaile                                                               | Československo Marcela Kubatková Šárka Valášková Mária Honzová Jana Cieslarová | 3:37:25                                                                     |                                                                             |
| Stříbrná medaile                                                            | Švédsko Andreas Rangert Erik Forsgren Thomas Asp Peter Jacobsson                 | 4:06:19                                                                     | +10:24                                                                      | Stříbrná medaile                                                            | Finsko Kirsi Tiira Reeta-Mari Kolkkala Sanna Turkainen Eija Koskivaara         | 3:42:35                                                                     | +5:10                                                                       |
| Bronzová medaile                                                            | Československo Tomáš Prokeš Tomáš Doležal Jan Gajda Rudolf Ropek                 | 4:06:22                                                                     | +10:27                                                                      | Bronzová medaile                                                            | Švýcarsko Veronique Renaud Cornelia Müller Sabrina Fesseler Brigitte Wolf      | 3:46:39                                                                     | +9:14                                                                       |
| 4                                                                           | Rakousko Manfred Stockmayer Ferdinand Gassner Michael Stockmayer Martin Brantner | 4:19:33                                                                     | +23:38                                                                      | 4                                                                           | Spojené království Heather Monro Lorna Boyd Kirsty Bryan-Jones Claire Bolland  | 3:51:32                                                                     | +14:07                                                                      |
| 5                                                                           | Švýcarsko Jan Béguin Stefano Maddalena Beat Flühmann Lukas Erne                  | 4:23:04                                                                     | +27:09                                                                      | 5                                                                           | Rusko Natalia Pletneva Irina Nikitina Anna Kapitonova Alexandra Papkova        | 4:07:19                                                                     | +29:54                                                                      |
| 6                                                                           | Rusko Vladimir Gorin Sergei Balandinski Alexandr Tgnatiev Sergei Sibilev         | 4:24:30                                                                     | +28:35                                                                      | 6                                                                           | Švédsko Yvonne Andersson Lena Blom Annika Ivarsson Maria Eriksson              | 4:09:02                                                                     | +31:37                                                                      |

## Medailové pořadí podle zemí
Pořadí zúčastněných zemí podle získaných medailí v jednotlivých závodech mistrovství (tzv. olympijského hodnocení).
| Medailové pořadí podle zemí | Medailové pořadí podle zemí | Medailové pořadí podle zemí | Medailové pořadí podle zemí | Medailové pořadí podle zemí | Medailové pořadí podle zemí |
| Pořadí                      | Stát                        | Zlatá medaile               | Stříbrná medaile            | Bronzová medaile            | Celkem                      |
| --------------------------- | --------------------------- | --------------------------- | --------------------------- | --------------------------- | --------------------------- |
| 1                           | Finsko                      | 2                           | 2                           | 1                           | 5                           |
| 2                           | Československo              | 2                           |                             | 2                           | 4                           |
| 3                           | Švédsko                     |                             | 1                           |                             | 1                           |
| 3                           | Spojené království          |                             | 1                           |                             | 1                           |
| 5                           | Švýcarsko                   |                             |                             | 1                           | 1                           |

## Českosloveská reprezentace na AMS
Československo reprezentovalo 5 mužů a 5 žen pod vedením trenérky Anny Gavendové.
| Přehled umístění českých reprezentantů | Přehled umístění českých reprezentantů | Přehled umístění českých reprezentantů | Přehled umístění českých reprezentantů |
| Kategorie                              | Jméno                                  | Jednotlivci                            | Štafety                                |
| -------------------------------------- | -------------------------------------- | -------------------------------------- | -------------------------------------- |
| Ženy                                   | Jana Cieslarová                        | 3. místo                               | 1. místo                               |
| Ženy                                   | Mária Honzová                          | 27. místo                              | 1. místo                               |
| Ženy                                   | Olga Jirsová                           | 31. místo                              | X                                      |
| Ženy                                   | Marcela Kubatková                      | 1. místo                               | 1. místo                               |
| Ženy                                   | Šárka Valášková                        | 32. místo                              | 1. místo                               |
| Muži                                   | Petr Bořánek                           | 67. místo                              | X                                      |
| Muži                                   | Tomáš Doležal                          | 30. místo                              | 3. místo                               |
| Muži                                   | Jan Gajda                              | 49. místo                              | 3. místo                               |
| Muži                                   | Tomáš Prokeš                           | 13. místo                              | 3. místo                               |
| Muži                                   | Rudolf Ropek                           | 8. místo                               | 3. místo                               |